# チッピパライ・ハウンド
チッピパライ・ハウンド（英：Chippiparai Hound）は、インド原産のサイトハウンド犬種である。単にチッピパライと呼ばれることもある。

## 歴史
生い立った年代についてははっきりしないが、古くから南インドで使われてきたサイトハウンド犬種である。サルーキが原産地の気候に適応して進化し、さらに人の手によって改良が行われて出来上がった。一説によると、ポーランドのポーリッシュ・グレイハウンドの血も若干入っているのではないかともいわれている。インドがイギリスの植民地になると、そこから輸入されたイングリッシュ・グレイハウンドの血も加えられ、より狩猟能力が向上した。
主にシカやイノシシなどの大型獣から、ウサギなどの小型獣までトラ以外の動物ならば何でも狩ることが出来る。トラはチッピパライよりもはるかに力強いため対抗することが出来ず、体も華奢なため狩ることが出来ない。ちなみに、現在トラ狩りは禁止されているが、かつてはインド原産のトラ狩り専門に使われる犬種がいた（シェンコッタ・ドッグ。絶滅寸前、若しくは絶滅した犬種）。然し、トラにはかなわないとはいえ、チッピパライは他種のサイトハウンド犬種に比べると力強いほうであり、小規模なパックを組めば数頭のイノシシをも倒すことが可能である。
そのように猟犬として使われる他、家の番犬や敷地・農地を泥棒から守る警備犬としても使われている。家の番をするときは首輪を杭などにつながれているが、屋敷や敷地、農地などを見張る際には夜間になると自由に敷地内を歩き回ることが許される。サイトハウンド犬種の自慢である視覚を生かして侵入者を発見し、加速のある俊足でそれを捕らえるのが得意である。だが始めからむやみやたらに飛び掛るのではなく、まずは激しく吠えて相手を威嚇させ、追い払おうとする。それにも相手が応じない場合に限って飛び掛り、攻撃を行うのである。このように番犬・警備犬としての高い能力を買われ、しつけの飲み込みもよいことなどから、近年はチッピパライを警察犬として育成するという動きも進行中である。この試みが成功するかは明らかではないが、成功すれば外国から警察犬を輸入する（若しくは訓練師を招き入れる）ための費用など諸コストを軽減させることが出来るため、熱心に調教が行われているといわれている。もし正式に使われるようになればインド産犬種、及びサイトハウンド犬種では初の警察犬ということになる。
インド国外ではほぼ無名の犬種で、インドのドッグショーでもあまり見かけることの出来ない珍しい犬種である。FCIにはまだ公認犬種として登録されていない。

## 特徴
サイトハウンド犬種のため、マズル・首・脚・胴・尾が長い。筋肉質で引き締まった体つきをしており、力強い。耳は垂れ耳だが、昔は一時期断耳をして長めの立ち耳にすることも行われていた。現在は断耳が禁止されている。尾は先細りでサーベル形の垂れ尾で、サルーキとは違い、耳と尾には飾り毛がない。コートはスムースコートで、毛色はブラウン系の単色、ブラウン・アンド・ホワイトにブラックのティッピングの入ったトライカラーなどがある。体高69〜80cmの大型犬で、性格は一人の主人にのみ忠実で、警戒心が強く他の人には懐かない。しつけの飲み込みはよいが、やはり主人からしか受け付けない。身体能力が高く、ジャンプ力や走力が非常に優れている。罹りやすい病気は分離不安、骨折、難産などで、インド国内では食事量などが適切でないことによる栄養失調関連の病気にかかってしまう犬も多いという。運動量は非常に多く、都心部での飼育は不可能である。